# Andreas Nilsson (pallamanista)
Andreas Nilsson (Trelleborg, 12 aprile 1990) è un pallamanista svedese.

## Palmarès

### Olimpiadi
- 1 medaglia:
  - 1 argento (Londra 2012)